# Peko

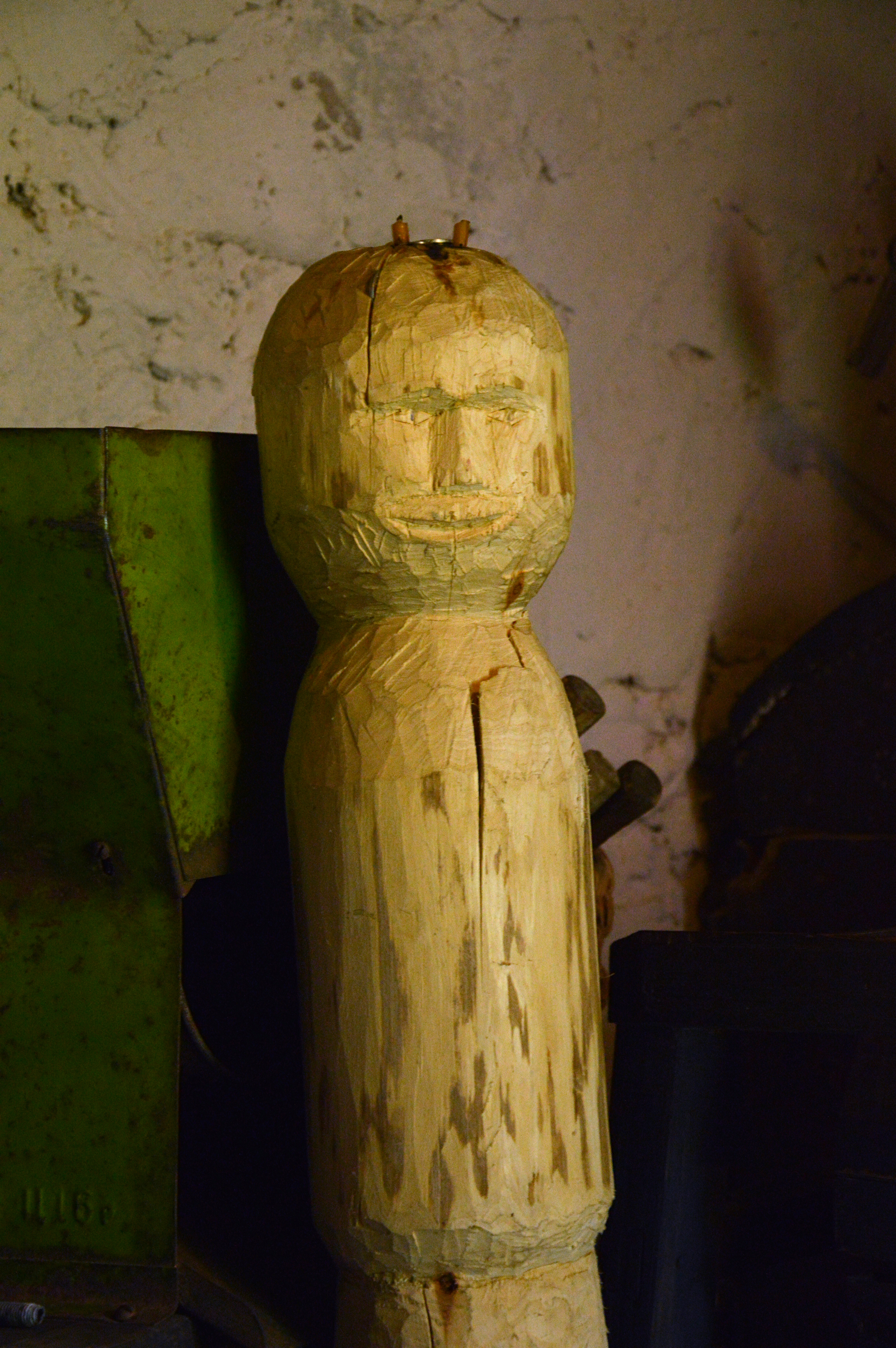
Una scultura dell'idolo Peko.

Nelle mitologie finlandese ed estone Peko (od anche Seto in lingua estone) e conosciuto come Pekko, Pekka, Pellon Pekko in lingua finlandese è il dio delle colture e specialmente dell'orzo e della birra.
Secondo lo studioso estone Aleksander Heintalu Peko può vivere in una caverna, nei campi o nel granaio e può far scendere (o cessare) la pioggia ed è in grado di scrivere le rune.
Il nome di Peko viene anche associato al dio baltico Perkūnas (il dio del fulmine) e dagli estoni a volte viene associato (o confuso) con Pikne anch'esso dio del fulmine.

## Folclore e culto
Nella mitologia estone, Seto è il dio della fertilità di Peko e quest'ultimo era rappresentato da una figura di legno intagliata in forma umana che due volte all'anno (in primavera nella settimana prima della Pentecoste ed in autunno prima della vendemmia), veniva passato ad un nuovo nucleo familiare. 

Il rito consisteva in una lotta rituale dove il primo a perdere una goccia di sangue diveniva l'ospite della festa successiva e si svolgeva al lume di candele, spesso di colore nero e con canti rituali simila a "Peko, Peko, venuto a bere la birra" mentre alcuni vecchi chiamati sacerdoti di Peko svolgevano sacrifici. 

Peko fu anche venerato durante le feste di Candelora e Mezza estate ed essendo un rito pagano veniva svolto di notte per non essere visto dalle autorità ecclesiastiche. Gli idoli intagliati di Peko venivano nascosti nei granai dopo l'utilizzo e la testa dell'idolo aveva spesso dei fori in cui venivano inserite le candele.
Nella mitologia finlandese, Pekko è conosciuto come Pellon Pekko (Peko dei campi) ed è il protettore delle colture e della birra. 
Nel XVI secolo il vescovo luterano Agricola citò Pellonpekko come parte del pantheon della mitologia careliana.

## Poema epico
Nell'area di Setumaa, tra l'Estonia e la Russia, abitata dai Seti (un gruppo etnico di radice estone), il culto di Peko era vivo fino al XX secolo. Oggi i Seti considerano Peko come il loro eroe nazionale e sia il nome che la figura sono ampiamente utilizzati come simboli nazionali. 
La creazione di questo mito è dovuta all'opera di Paulopriit Voolaine (1899–1985) ed alla collaborazione della cantante folk Anne Vabarna (1877–1964) anch'essa di etnia Seti. 
Nella ballata, Peko dorme nel sonno eterno in una grotta e quando qualcuno lo invoca (e se i coltivatori ricordano i suoi consigli lavorando duramente), egli porta la pioggia nei campi dando raccolti abbondanti. 

Peko viene anche lodato come un guerriero liberatore del paese, come cacciatore che dà pelli agli abitanti del villaggio e nei matrimoni. Coltiva il campo con un aratro di legno e protegge la gente contro gli spiriti maligni che fanno bere troppo. 

Lo spirito di Peko può anche volare come una farfalla e si suppone che la grotta dove riposi sia vicina al Monastero Pskovo-Pečerskij Uspenskij.